# Les Amoureux des bancs publics
Les amoureux des bancs publics è il secondo album 33 giri di Georges Brassens, uscito nel 1954. Prende il nome dalla canzone Les amoureux des bancs publics, ma è noto anche come Le Vent, dato che all'uscita non aveva un nome ufficiale.

## Il disco
Quest'album contiene alcune tra le canzoni più conosciute di Brassens, Bancs publics, assai poetica, Brave Margot, piuttosto irriverente, in pieno stile brasseniano, La cane de Jeanne, un omaggio alla sua benefattrice  Jeanne Planche; poi ancora J'ai rendez-vous avec vous, canzone galante (cantata, in seguito, anche da Patachou), la riflessiva Il n'y a pas d'amour heureux e la bucolica e romantica Il suffit de passer le pont. 
Alcune canzoni sono tratte da poesie, per "popolarizzare" la poesia stessa e portarla alla gente: La marine e Comme hier (Fort), Il n'y a pas d'amour heureux (Aragon) e Ballade des dames du temps jadis (François Villon).

## Tracce
1. Le Vent – 1' 09'’
2. J'ai rendez-vous avec vous – 2' 03'’
3. Les amoureux des bancs publics – 3' 03'’
4. Ballade des dames du temps jadis (François Villon) – 2' 02'’
5. Comme hier (poesia de Paul Fort) – 1' 47'’
6. Pauvre Martin – 1' 36'’
7. Brave Margot – 3' 18'’
8. Il suffit de passer le pont – 1' 57'’
9. La Cane de Jeanne – 1' 25'’
10. La Marine (poesia di Paul Fort) – 2' 21'’
11. Il n'y a pas d'amour heureux (poesia di Louis Aragon) – 2' 28

## Musicisti
- Georges Brassens: voce, chitarra
- Pierre Nicolas: contrabbasso
- Lucien Bellevallée: seconda chitarra